# オーガスタ・メイウッド
オーガスタ・メイウッド（Augusta Maywood、1825年 - 1876年11月3日）は、アメリカ合衆国のバレエダンサーである。1837年に舞台デビュー後、1838年にアメリカ合衆国からパリに移住し、終生アメリカ合衆国には戻らなかった。アメリカ人として最初に国際的な名声を得たバレリーナであり、とりわけイタリアで活躍した。

## 生涯
ニューヨーク生まれで、元の名はオーガスタ・ウィリアムズ（Augusta Williams）といった。旅回りの役者の家系の出身で母も女優であったが、父のヘンリー・オーガスト・ウィリアムズと母は早くに離婚した。母は後に再婚し、3歳のときに養父のロバート・キャンベル・メイウッドに合わせて姓を「メイウッド」と改めた。養父は劇場主で、プロデューサーを務めた人物であった。
1836年からフィラデルフィアでポール・アザール（Paul H. Hazard）という指導者についてバレエを学んだ。アザールはパリ・オペラ座でコール・ド・バレエとして舞台に立った経験があり、1835年にフィラデルフィアに定住して舞踊学校を開いた人物で、彼の夫人もブリュッセルの王立劇場出身の踊り手であった。
同じくアザールの指導を受けた踊り手の中で、メイウッドと1歳年上のメアリー・アン・リーの2人は抜きん出た才能の持ち主であった。2人は、1837年の暮れにフィラデルフィアのチェスナットストリート劇場でダニエル＝フランソワ＝エスプリ・オベールのオペラ・バレエ『カシミールの娘』（The Maid of Cashmere）でともにデビューした主役のゾロエは舞踊の技術に優っていたメイウッドが踊り、リーはファティマという脇役を踊った。舞台は大成功で、2人の人気はニューヨークにも届いた。1838年、リーとメイウッドはともにニューヨークの劇場主から劇場への出演を要請されたが、このときはメイウッドのみがその誘いに応じた。
メイウッドの踊りはニューヨークでも好評を博し、3月にはフィラデルフィアに戻ってきて再びリーと共演した。このときの出し物は『ラ・シルフィード』に想を得た『山のシルフ』という作品で、メイウッドが主役のシルフ、リーは脇役の村娘フローラを踊った。1838年のうちにメイウッドは一家でパリに移住し、2度とアメリカ合衆国で舞台に立つことはなかった。
パリに到着したメイウッドは、オペラ座バレエ学校へ編入されて、ジョゼフ・マジリエとジャン・コラーリの指導を受けた。メイウッドの進歩は速く、14歳になったばかりの1839年11月には、パリ・オペラ座で人気二枚目ダンサーのシャルル・マビーユ（Charles Mabille）と組んで『松葉杖の悪魔』（Le Diable Boiteux）で舞台デビューを果たした。衣装については「アメリカ趣味で俗悪」などと言われたが、快活な踊りは好評であった。
1840年には『ニーナ』、『恋する悪魔』とパリ・オペラ座へ連続して出演するが、その後マビーユとの駆け落ちが発覚した。メイウッドとマビーユはロンドンで密かに結婚しようと計画していたが、年若いメイウッドは旅券なしではイギリスに出国できなかったため、母の監視のもとに戻らざるを得なくなった。15歳にもなっていないメイウッドとマビーユの駆け落ちは大スキャンダルとなった。その後メイウッドの母は2人の嘆願に屈して結婚を許したが、パリ・オペラ座への出演は2度とできなくなった。
2人はパリを去ってマルセイユに行き、そこで踊り手として契約し、その地でメイウッドは一女の母となった。1843年にはリヨンで『ジゼル』を踊り、アメリカ人として初のジゼルを踊ったダンサーとなった。その後1843年から1844年はリスボンで契約を結んだ。しかし、メイウッドがマビーユとは別の男の間に子をもうけ、夫と娘を捨ててその男とともに失踪したことが契機となって、2人は離婚した。
離婚後もメイウッドとマビーユは舞台での共演を続け、ウィーンのケルントナートーア劇場でもともに踊った。メイウッドは当時の有名なプリマ・バレリーナ、ファニー・エルスラーの後継プリマ・バレリーナとして1845年から1847年まで出演して高い評価を受けた。
メイウッドは3人目の子を妊娠したが、相手はまた別の男であった。メイウッドはウィーンを離れてミラノに移り住み、1848年からミラノ・スカラ座と契約した。スカラ座ではカルロ・ブラジスに師事し、ジュール・ペロー振付の『ファウスト』（アドルフ・アダン作曲）や『エスメラルダ』（チェーザレ・プーニ作曲）などを始めとして多くのバレエで主役を踊り、12年にわたってプリマ・バレリーナの地位にあって、ついには「プリマ・バレリーナ・アッソルータ」という最高の称号を得た。
1850年にメイウッドは自身のバレエ団を設立して、イタリア中を巡演した。この巡演は1858年まで続き、メイウッドは自分のバレエ団を持った最初のダンサーの1人となった。メイウッドの踊った役では『ジゼル』、『エスメラルダ』のタイトル・ロールや『ファウスト』などがとりわけ評価の高いものであった。
1858年、最初の夫マビーユが死去し、メイウッドは新しい恋人カルロ・ガルディーニ（Carlo Gargini）と結婚することになった。結婚を機にウィーンでガルディーニとともに学校を開いた。しかし、ガルディーニはメイウッドが他の男との間に子供を妊娠したと主張した。その子は出産後わずか数時間で死亡し、ガルディーニはメイウッドのもとを去って彼自身で別の舞踊学校を開いた。
1873年、引退してコモ湖畔に定住した。1876年、天然痘に感染してオーストリア＝ハンガリー帝国のレンベルク（現在のウクライナ、リヴィウ）で死去し、イタリア、カンパニア州ベネヴェント県リマートラの墓地に埋葬された。